# Нэш, Стив
Стивен Джон «Стив» Нэш (англ. Stephen John "Steve" Nash; родился 7 февраля 1974, Йоханнесбург, Гаутенг, ЮАР) — канадский баскетболист, выступал в Национальной баскетбольной ассоциации и за национальную сборную Канады. Член Зала славы баскетбола с 2018 года и Зала славы ФИБА с 2020 года.
Был выбран в первом раунде под общим 15-м номером на драфте НБА 1996 года командой «Финикс Санз». Играл на позиции разыгрывающего защитника, один из лучших пасующих в истории НБА (один из семи игроков в истории ассоциации, сделавших за карьеру более 10 000 результативных передач в регулярных сезонах). В 2005 и 2006 году признавался самым ценным игроком НБА. Введён в клубный Зал славы «Финикса», за который провёл 10 сезонов, дважды становился MVP чемпионата и шесть раз принимал участие в Матчах всех звезд.
Офицер Ордена Канады (2007 год) — высшая гражданская награда Канады. Был удостоен почётного звания доктора права в Викторианском университете в 2008 году. В феврале 2010 года Нэш, наряду с 4 другими знаменитыми канадскими спортсменами, был удостоен чести зажечь олимпийский огонь на церемонии открытия зимних Олимпийских игр в Ванкувере (Нэш стал одним из первых представителей летних видов спорта, зажигавших огонь зимней Олимпиады).
В 2016 году вместе с владельцем «Финикса» Робертом Сарвером стал владельцем футбольного клуба «Мальорка».

## Ранние годы
Стивен Джон Нэш родился в Йоханнесбурге (ЮАР), но через два года его родители переехали в Канаду и поселились в Виктории, Британская Колумбия, поскольку не хотели растить сына в атмосфере апартеида.
Семья Нэша тесно связана со спортом. Его отец Джон выступал в низшей профессиональной футбольной лиге в Южной Африке. Его мать Джин входила в национальную сборную Англии по нетболу. Его брат Мартин сыграл 30 матчей за сборную Канады по футболу. Его сестра Джоан была капитаном женской футбольной команды Университета Виктории на протяжении трёх лет. Уже в ранние годы Стив решил сосредоточиться на баскетболе, хотя в школе также хорошо играл в футбол и даже признавался лучшим игроком года в Британской Колумбии как по футболу, так и по баскетболу. Поскольку его отец вырос в Тоттенхэме, Нэш всегда болел за футбольную команду «Тоттенхэм Хотспур» и в юношеском возрасте тренировался со «Шпорами». Футбол продолжает играть важную роль в жизни Нэша. После прихода в НБА немца Дирка Новицки, они стали близкими друзьями, часто проводя время за совместным просмотром футбольных матчей. Помимо баскетбола и футбола в детстве Нэш хорошо играл в хоккей и лакросс.
Вместе со своим младшим братом Мартином Нэш играл в баскетбол за команды школ Маунт-Дуглас и школы Святого Михаила. В поздних сезонах он практически делал трипл-дабл в среднем за игру, имея в активе 21 очко, 11 передач и 9 подборов, а также привёл свою команду к победе в чемпионате Британской Колумбии (сам же Нэш получил звание лучшего игрока провинции). Однако из-за малой известности канадского чемпионата своей игрой Стив не привлёк к себе внимание ни одной из школ Национальной ассоциации студенческого спорта. Его тренер, Иан Хайд-Лэй, разослал письма с рекомендациями по поводу Нэша в более чем 30 американских университетов, однако лишь один из них ответил.
Главный тренер Университета Санта-Клары Дик Дэйви дважды просмотрел записи с игрой молодого защитника, после чего съездил на игру с его участием в Северную Калифорнию. О том, как он увидел Нэша на площадке, Дэйви позже говорил: «Я ужасно нервничал, надеясь, что никто больше не просматривает его. Не требовалось быть обладателем Нобелевской премии, чтобы понять, что этот парень очень хорош. Оставалось надеяться, что никто из более крупных команд ещё не видел его в игре». Нэш переехал в Санта-Клару и выступал за этот университет в сезоне 1992/1993. Будучи новичком, он помог команде занять первое место в Западной Конференции.

## Международная карьера
Нэш был капитаном канадской национальной сборной по баскетболу на сиднейской Олимпиаде в 2000 году. Ранее ему предлагали место в баскетбольной сборной Великобритании, но он отказался от него в пользу Канады. После хорошего начала в групповом турнире комментаторы предрекали Канаде борьбу за золотые медали. Однако в четвертьфинале канадцы уступили Франции с разницей в 5 очков. В последней игре Канада обыграла сборную России и в итоге заняла на турнире 7-е место. Нэш не скрывал своего разочарования в результате: «Очень обидно. Я чувствую себя так, как будто всех подвёл». Хотя он отметил и положительный момент: «Надеюсь, наша игра воодушевит детей в Канаде играть в баскетбол — я действительно на это надеюсь».
Стив также был капитаном канадской команды и в квалификации к Олимпиаде 2004 года. Для попадания в Афины, Канаде необходимо было занимать место в первой тройке, однако она проиграла в полуфинале Соединённым Штатам, а в матче за третье место уступила команде Пуэрто-Рико, на территории которой проходила игра. Нэша признали самым ценным игроком квалификации, однако сам он не скрывал, что сильно расстроен из-за непопадания его сборной на Олимпийские игры.

## Карьера в НБА

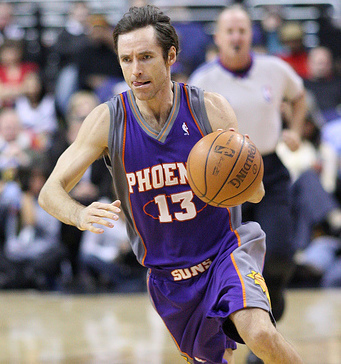
Нэш в составе «Санз» в 2007 году

Стив Нэш является одним из лучших разыгрывающих в истории НБА. Нэш был выбран под общим 15-м номером Драфта НБА 1996 года командой «Финикс Санз». В 1998 году в результате обмена в течение 6 последующих лет выступал за команду НБА «Даллас Мэверикс», где вместе с Дирком Новицки составил один из лучших атакующих тандемов ассоциации. Перед началом сезона 2004—2005 года Стив Нэш возвращается в «Финикс Санз». Выступая за «Финикс Санз», Нэш дважды был удостоен награды самого ценного игрока НБА в сезонах 2004—2005 и 2005—2006 гг., также трижды был выбран первую сборную звезд НБА (в сезонах 2004—2005, 2005—2006 2006—2007), был выбран во вторую сборную всех звезд НБА (в сезонах 2007—2008, 2009—2010). В период выступления за «Финикс Санз» под руководством главного тренера Майка Д’Антони Нэш зарекомендовал себя как разносторонний разыгрывающий, способный стать настоящим лидером команды. Данный период можно смело назвать одним из лучших в истории команды «Финикс Санз», команда регулярно выходила в плей-офф.
Перед началом сезона 2012—2013 Стив Нэш подписал контракт с клубом НБА «Лос-Анджелес Лейкерс». Большую часть карьеры у легендарного разыгрывающего были проблемы со спиной. 9 апреля 2014 года в матче с «Хьюстон Рокетс», сделав 5 результативных передач, обошёл Марка Джексона и вышел на третье место по количеству передач за карьеру в НБА. 22 марта 2015 года, не сыграв ни одного матча в сезоне из-за проблем со спиной, Стив Нэш объявил о завершении карьеры игрока. Всего за три сезона после перехода в «Лейкерс» 41-летний баскетболист отыграл лишь 65 матчей.
Стив Нэш дважды признавался самым ценным игроком лиги, участвовал в восьми All-Star уикендах. В среднем за 18 лет своей карьеры в НБА Нэш набирал по 14,3 очка, делал по 8,5 передач и три подбора за игру.
За свою карьеру в НБА Стив Нэш набрал более 17 000 очков, занимает 4-е место в истории НБА по общему числу результативных передач за карьеру (10 335), уступая Джону Стоктону (15 806), Джейсону Кидду (11 928) и Крису Полу.

## Тренерская карьера

### «Бруклин Нетс» (2020—2022)
3 сентября 2020 года Нэш стал главным тренером «Бруклин Нетс».
3 марта 2021 года Нэш стал тренером месяца Восточной конференции за февраль, став первым главным тренером «Нетс», заслужившим эту награду с тех пор, как Джейсон Кидд дважды получал эту награду в 2014 году.
В своем первом сезоне в качестве главного тренера Нэш привел «Нетс» к результату 48 побед и 24 поражения.
После регулярного сезона 2020-21 Нэш занял шестое место в голосовании за звание тренера года НБА.
1 ноября 2022 года Нэш и «Нетс» договорились о расторжении контракта.

## Вне площадки

### Личная жизнь
В 2001 году Нэш встретил Алехандру Амарилью в Нью-Йорке. В июне 2005 года они поженились, и у них родились дочери-близнецы и сын.
В день рождения сына Нэш сделал заявление для Life & Style, в котором сообщил о рождении, но назвал это «горько-сладким моментом» и сообщил, что последние несколько месяцев они с женой «жили отдельно» и «находятся в процессе расторжения» своего брака.
В 2006 году Нэш упоминался в песне канадской певицы Нелли Фуртадо «Promiscuous», после чего он опроверг слухи об их романтических отношениях. Они оба выросли в Британской Колумбии.
В марте 2016 года Нэш обручился с Лиллой Фредерик, бывшей волейболисткой университета Пеппердайн и юниорской женской сборной США. Они поженились в сентябре 2016 года. У пары есть сын и дочь.
Младший брат Нэша, Мартин, играл в футбол за команду «Ванкувер Уайткэпс» и 30 раз выступал за сборную Канады по футболу. Их младшая сестра, Джоанн, в течение трех лет была капитаном женской футбольной команды Университета Виктории «Викс» и была выбрана в сборную всех звезд Западной университетской атлетической ассоциации Канады». Она замужем за бывшим профессиональным хоккеистом Мэнни Малхотрой.
Нэш является крестным отцом звезды «Торонто Рэпторс» Ар Джея Барретта.
У Нэша есть заболевание, называемое спондилолистез, которое вызывает напряженность мышц и боли в спине. Из-за этого заболевания, когда он не участвовал в баскетбольных матчах, он ложился на спину, а не садился на скамейку, чтобы мышцы не напрягались.

### Благотворительность
В 2001 году Нэш основал Фонд Стива Нэша. Выделяя гранты общественным и некоммерческим организациям, фонд стремится укреплять здоровье детей, финансируя проекты, предоставляющие услуги детям, страдающим от бедности, болезней, жестокого обращения или отсутствия заботы, и создающие возможности для образования, игр и расширения прав и возможностей. Фонд фокусирует свои ресурсы на сообществах в Аризоне и Британской Колумбии и получил статус благотворительного в 2004 году. В 2008 году фонд был награжден премией Стива Паттерсона за выдающиеся достижения в спортивной филантропии. Нэш также основал Мемориальный благотворительный фонд имени Джима Дженнингса, созданный в честь сотрудника-волонтера Университета Санта-Клары, который более 20 лет работал в баскетбольной команде.
Кроме того, Нэш спонсирует Молодежную баскетбольную лигу имени Стива Нэша в Британской Колумбии, которая собрала более 10 000 участников. Он также участвует в работе GuluWalk, канадской благотворительной организации, которая собирает средства и информацию для пострадавших от войны детей северной Уганды. В сентябре 2007 года Нэш и Яо Мин возглавили группу игроков НБА, которые отправились в Китай и сыграли выставочный матч с китайской национальной баскетбольной командой. По сообщениям, благотворительная акция собрала 2,5 миллиона долларов, предназначенных для нуждающихся китайских детей.
В мае 2006 года Нэш был назван журналом Time одним из 100 самых влиятельных людей мира. В сопроводительной статье Чарльза Баркли Нэш был отмечен за бескорыстие на баскетбольной площадке и за то, что он «просто хороший парень», который оплатил новое детское кардиологическое отделение в парагвайской больнице. 28 декабря 2007 года было объявлено, что Нэш получит высшую гражданскую награду Канады - Орден Канады, а 3 июня 2008 года было объявлено, что Нэш получит звезду на канадской Аллее славы. 18 сентября 2009 года он был удостоен почетной степени доктора права Университета Виктории за свои спортивные достижения и филантропическую деятельность в интересах молодежи через Фонд Стива Нэша.

### Рекламные контракты
Нэш избирательно относится к рекламе, предпочитая компании, которые считает социально ответственными. После того как он получил свою первую награду MVP, ему предложили стать представителем многих продуктов, включая MDG Computers, часы Raymond Weil, Vitamin Water и бутилированную воду Clearly Canadian. Он также имеет давние отношения с Nike. Нэша представляет агент Билл Даффи.

### Футбол
Нэш рос, играя в футбол, и в интервью 2005 года заявил, что мог бы играть профессионально, если бы сосредоточился на этом, и продолжает интересоваться этим видом спорта. Когда Дирк Новицки приехал в НБА из Германии, они с Нэшем стали близкими друзьями, в том числе потому, что им нравилось вместе смотреть футбол. Нэш дружит с несколькими профессиональными футболистами, включая Алессандро Дель Пьеро, Тьерри Анри, Оуэна Харгривза, Массимо Амброзини и Стива Макманамана. В межсезонье, когда он живет в Нью-Йорке, он тренируется с командой «Нью-Йорк Ред Буллз» из Высшей футбольной лиги и однажды пытался организовать в Центральном парке города игру «Ред Буллз» и одной из своих местных команд.
Нэш, чей отец родился в лондонском районе Тоттенхэм, всю жизнь болеет за «Тоттенхэм Хотспур» и выразил заинтересованность в том, чтобы стать владельцем миноритарного пакета акций этого клуба. «Я бы хотел стать владельцем. Это то, чем я мог бы заниматься всю оставшуюся жизнь после того, как мое маленькое окно популярности угаснет», - сказал он в интервью The New York Times. Нэш добавил: «Я был страстным болельщиком всю свою жизнь. Мои родители из северного Лондона, так что я не похож на какого-то янки, который хочет заработать на футболе. Меня не волнует, как заработать деньги. Я просто хочу, чтобы «Шпоры» добились успеха, и если я могу помочь, то это здорово». Однако, по его словам, любое участие в «Хотспур» станет возможным после завершения его баскетбольной карьеры, и он имел лишь «случайный контакт» с председателем клуба Дэниелом Леви и бывшим директором футбольного клуба Дэмиеном Комолли.
Нэш также является поклонником испанской «Барселоны» и бразильской команды «Коринтианс Паулиста», которую поддерживает его бывший партнер по «Санз» Леандро Барбоза. Когда Барбоза посетил «Коринтианс» в 2007 году, клуб подарил ему футболку с именем и номером Нэша.
Нэш также был одним из организаторов благотворительного футбольного матча 8 на 8 «Showdown in Chinatown» в 2008 году, который проходил в парке Сары Д. Рузвельт. Он забил два гола и помог победить своей команде со счетом 8:5. В игре участвовали Тьерри Анри, Джейсон Кидд, Барон Дэвис и игроки команды «Санз» Раджа Белл и Леандро Барбоза.
В июле 2013 года Нэш принял участие в тренировке итальянского футбольного клуба «Интер Милан» на базе «Нью-Йорк Ред Буллз» в Нью-Джерси. В 2015 году он также тренировался с командой «Нью-Йорк Космос Б» из американского четвертого дивизиона Национальной футбольной премьер-лиги.
В 2023 году Нэш принял участие в футбольном турнире в качестве гостя футбольного клуба «Комо».

### Другие интересы
Весной 2007 года Нэш и его партнер из Монреаля Леонард Шлемм открыли первый спортивный клуб Стива Нэша в центре Ванкувера, элитный комплекс площадью 38 500 кв. футов (3 580 м2) за 5 миллионов долларов, который будет отражать философию фитнеса самого Нэша.
В 2007 году Нэш написал и спродюсировал 81-секундный рекламный ролик для Nike под названием «Training Day», режиссером которого выступила дочь Джулиана Шнабеля Лола и который стал популярным вирусным видео на YouTube. Нэш также открыл кинопроизводственную компанию вместе со своим кузеном, режиссером Эзрой Холландом, и намерен выпускать независимые фильмы. Первой творческой работой Meathawk стал 91-секундный рекламный ролик под названием «The Sixty Million Dollar Man» для экологичных кроссовок Trash Talk от Nike - первой спортивной обуви, изготовленной по заказу экологически сознательного Нэша из переработанных материалов. Нэш носит эту обувь с февраля 2008 года, но Nike выпустил всего 5 000 пар для продажи. Реклама, получившая широкую огласку в День Земли 2008 года, была придумана Нэшем и режиссерами ролика, Дэнни Вайей и Эзрой Холландом. Она представляет собой ремейк заглавной фразы американского телесериала «Человек за шесть миллионов долларов» и обыгрывает многочисленные столкновения Нэша на корте. Амар'е Стаудемаер и Раджа Белл снялись в эпизодических ролях.
Нэш и Холланд также выступили сорежиссерами документального фильма Into the Wind о культовом канадском спортсмене и активисте Терри Фоксе в рамках серии ESPN «30 на 30». В октябре 2013 года Нэш снялся в клипе на песню «City of Angels» группы Thirty Seconds to Mars.
В 2013 году Нэш стал одним из лауреатов премии Top 25 Canadian Immigrant Awards, вручаемой журналом Canadian Immigrant.
На зимних Олимпийских играх 2010 года в Ванкувере Нэш стал первым игроком НБА в истории Олимпиад, который нес факел и зажег олимпийский котел.
Нэш также известен своими откровенными политическими взглядами. Он был одним из первых и публичных противников войны в Ираке в 2003 году, надев на игру всех звезд НБА 2003 года сделанную на заказ футболку, которая гласила: «Нет войне - стреляй за мир». Хотя Нэш получил положительную поддержку от своего товарища по команде Ника Ван Эксела, он также был раскритикован со стороны Дэвида Робинсона, бывшего офицера ВМС и игрока НБА, а также комментаторов, таких как Скип Бэйлесс, которые критиковали Нэша как неинформированного и советовали ему «просто заткнуться и играть». Нэш также критиковал закон Аризоны SB1070, направленный на агрессивную борьбу с нелегальной иммиграцией, поскольку, по его мнению, «закон, очевидно, может быть направлен на возможности расового профилирования». В августе 2017 года Нэш критиковал президента Дональда Трампа после митинга «Объединяйтесь, правые», заявив, что «защищать сторонников превосходства белой расы, а затем обпивать их дерьмовым виноградным соком — вот что характеризует этого человека», имея в виду винодельню Дональда Трампа в Шарлоттсвилле, штат Виргиния.
29 апреля 2025 года стало известно, что Нэш вместе со своим партнером по «Даллас Маверикс» Дирком Новицки будет комментировать баскетбольные матчи на Amazon Prime.

## Статистика

### Статистика в НБА
| Сезон   | Команда | Регулярный сезон | Регулярный сезон | Регулярный сезон | Регулярный сезон | Регулярный сезон | Регулярный сезон | Регулярный сезон | Регулярный сезон | Регулярный сезон | Регулярный сезон | Регулярный сезон | Серия плей-офф | Серия плей-офф | Серия плей-офф | Серия плей-офф | Серия плей-офф | Серия плей-офф | Серия плей-офф | Серия плей-офф | Серия плей-офф | Серия плей-офф | Серия плей-офф |
| Сезон   | Команда | GP               | GS               | MPG              | FG%              | 3P%              | FT%              | RPG              | APG              | SPG              | BPG              | PPG              | GP             | GS             | MPG            | FG%            | 3P%            | FT%            | RPG            | APG            | SPG            | BPG            | PPG            |
| ------- | ------- | ---------------- | ---------------- | ---------------- | ---------------- | ---------------- | ---------------- | ---------------- | ---------------- | ---------------- | ---------------- | ---------------- | -------------- | -------------- | -------------- | -------------- | -------------- | -------------- | -------------- | -------------- | -------------- | -------------- | -------------- |
| 1996/97 | Финикс  | 65               | 2                | 10,5             | 42,3             | 41,8             | 82,4             | 1,0              | 2,1              | 0,3              | 0,0              | 3,3              | 4              | 0              | 3,8            | 22,2           | 25,0           | -              | 0,3            | 0,3            | 0,3            | 0,3            | 1,3            |
| 1997/98 | Финикс  | 76               | 9                | 21,9             | 45,9             | 41,5             | 86,0             | 2,1              | 3,4              | 0,8              | 0,1              | 9,1              | 4              | 1              | 12,8           | 44,4           | 20,0           | 62,5           | 2,5            | 1,8            | 0,5            | 0,0            | 5,5            |
| 1998/99 | Даллас  | 40               | 40               | 31,7             | 36,3             | 37,4             | 82,6             | 2,9              | 5,5              | 0,9              | 0,1              | 7,9              | Не участвовал  | Не участвовал  | Не участвовал  | Не участвовал  | Не участвовал  | Не участвовал  | Не участвовал  | Не участвовал  | Не участвовал  | Не участвовал  | Не участвовал  |
| 1999/00 | Даллас  | 56               | 27               | 27,4             | 47,7             | 40,3             | 88,2             | 2,2              | 4,9              | 0,7              | 0,1              | 8,6              | Не участвовал  | Не участвовал  | Не участвовал  | Не участвовал  | Не участвовал  | Не участвовал  | Не участвовал  | Не участвовал  | Не участвовал  | Не участвовал  | Не участвовал  |
| 2000/01 | Даллас  | 70               | 70               | 34,1             | 48,7             | 40,6             | 89,5             | 3,2              | 7,3              | 1,0              | 0,1              | 15,6             | 10             | 10             | 37,0           | 41,7           | 41,0           | 88,2           | 3,2            | 6,4            | 0,6            | 0,1            | 13,6           |
| 2001/02 | Даллас  | 82               | 82               | 34,6             | 48,3             | 45,5             | 88,7             | 3,1              | 7,7              | 0,6              | 0,0              | 17,9             | 8              | 8              | 40,4           | 43,2           | 44,4           | 97,1           | 4,0            | 8,8            | 0,5            | 0,0            | 19,5           |
| 2002/03 | Даллас  | 82               | 82               | 33,1             | 46,5             | 41,3             | 90,9             | 2,9              | 7,3              | 1,0              | 0,1              | 17,7             | 20             | 20             | 36,5           | 44,7           | 48,7           | 87,3           | 3,5            | 7,3            | 0,9            | 0,1            | 16,1           |
| 2003/04 | Даллас  | 78               | 78               | 33,5             | 47,0             | 40,5             | 91,6             | 3,0              | 8,8              | 0,9              | 0,1              | 14,5             | 5              | 5              | 39,4           | 38,6           | 37,5           | 88,9           | 5,2            | 9,0            | 0,8            | 0,0            | 13,6           |
| 2004/05 | Финикс  | 75               | 75               | 34,3             | 50,2             | 43,1             | 88,7             | 3,3              | 11,5             | 1,0              | 0,1              | 15,5             | 15             | 15             | 40,7           | 52,0           | 38,9           | 91,9           | 4,8            | 11,3           | 0,9            | 0,2            | 23,9           |
| 2005/06 | Финикс  | 79               | 79               | 35,4             | 51,2             | 43,9             | 92,1             | 4,2              | 10,5             | 0,8              | 0,2              | 18,8             | 20             | 20             | 39,9           | 50,2           | 36,8           | 91,2           | 3,7            | 10,2           | 0,4            | 0,3            | 20,4           |
| 2006/07 | Финикс  | 76               | 76               | 35,3             | 53,2             | 45,5             | 89,9             | 3,5              | 11,6             | 0,8              | 0,1              | 18,6             | 11             | 11             | 37,5           | 46,3           | 48,7           | 89,1           | 3,2            | 13,3           | 0,4            | 0,1            | 18,9           |
| 2007/08 | Финикс  | 81               | 81               | 34,3             | 50,4             | 47,0             | 90,6             | 3,5              | 11,1             | 0,7              | 0,1              | 16,9             | 5              | 5              | 36,6           | 45,7           | 30,0           | 91,7           | 2,8            | 7,8            | 0,4            | 0,2            | 16,2           |
| 2008/09 | Финикс  | 74               | 74               | 33,6             | 50,3             | 43,9             | 93,3             | 3,0              | 9,7              | 0,7              | 0,1              | 15,7             | Не участвовал  | Не участвовал  | Не участвовал  | Не участвовал  | Не участвовал  | Не участвовал  | Не участвовал  | Не участвовал  | Не участвовал  | Не участвовал  | Не участвовал  |
| 2009/10 | Финикс  | 81               | 81               | 32,8             | 50,7             | 42,6             | 93,8             | 3,3              | 11,0             | 0,5              | 0,1              | 16,5             | 16             | 16             | 33,7           | 51,8           | 38,0           | 89,3           | 3,3            | 10,1           | 0,3            | 0,1            | 17,8           |
| 2010/11 | Финикс  | 75               | 75               | 33,3             | 49,2             | 39,5             | 91,2             | 3,5              | 11,4             | 0,6              | 0,1              | 14,7             | Не участвовал  | Не участвовал  | Не участвовал  | Не участвовал  | Не участвовал  | Не участвовал  | Не участвовал  | Не участвовал  | Не участвовал  | Не участвовал  | Не участвовал  |
| 2011/12 | Финикс  | 62               | 62               | 31,6             | 53,2             | 39,0             | 89,4             | 3,0              | 10,7             | 0,6              | 0,1              | 12,5             | Не участвовал  | Не участвовал  | Не участвовал  | Не участвовал  | Не участвовал  | Не участвовал  | Не участвовал  | Не участвовал  | Не участвовал  | Не участвовал  | Не участвовал  |
| 2012/13 | Лейкерс | 50               | 50               | 32,5             | 49,7             | 43,8             | 92,2             | 2,8              | 6,7              | 0,6              | 0,1              | 12,7             | 2              | 2              | 30,4           | 43,5           | 0,0            | 100,0          | 2,5            | 4,5            | 0,0            | 0,0            | 12,5           |
| 2013/14 | Лейкерс | 15               | 10               | 20,8             | 38,3             | 33,3             | 91,7             | 1,9              | 5,7              | 0,5              | 0,1              | 6,8              | Не участвовал  | Не участвовал  | Не участвовал  | Не участвовал  | Не участвовал  | Не участвовал  | Не участвовал  | Не участвовал  | Не участвовал  | Не участвовал  | Не участвовал  |
|         | Всего   | 1217             | 1053             | 31,3             | 49,0             | 42,8             | 90,4             | 3,0              | 8,5              | 0,7              | 0,1              | 14,3             | 120            | 113            | 35,7           | 47,3           | 40,6           | 90,0           | 3,5            | 8,8            | 0,6            | 0,1            | 17,3           |

### Статистика в NCAA
| Сезон   | Команда     | Conf  | Class | GP  | GS | MPG  | FG%  | 3P%  | FT%  | RPG | APG | SPG | BPG | PPG  |
| ------- | ----------- | ----- | ----- | --- | -- | ---- | ---- | ---- | ---- | --- | --- | --- | --- | ---- |
| 1992/93 | Санта-Клара | WCC   | FR    | 31  | 5  | 24,0 | 42,4 | 40,8 | 82,5 | 2,5 | 2,2 | 0,8 | 0,1 | 8,1  |
| 1993/94 | Санта-Клара | WCC   | SO    | 26  | 23 | 29,9 | 41,4 | 39,9 | 83,1 | 2,5 | 3,7 | 1,3 | 0,0 | 14,6 |
| 1994/95 | Санта-Клара | WCC   | JR    | 27  | 27 | 33,4 | 44,4 | 45,4 | 87,9 | 3,8 | 6,4 | 1,8 | 0,1 | 20,9 |
| 1995/96 | Санта-Клара | WCC   | SR    | 29  |    | 33,8 | 43,0 | 34,4 | 89,4 | 3,6 | 6,0 | 1,3 | 0,0 | 17,0 |
| Всего   | Всего       | Всего | Всего | 113 | 55 | 30,1 | 43,0 | 40,1 | 86,7 | 3,1 | 4,5 | 1,3 | 0,1 | 14,9 |